# Fejervarya kirtisinghei
Fejervarya kirtisinghei е вид жаба от семейство Dicroglossidae. Видът не е застрашен от изчезване.

## Разпространение
Разпространен е в Шри Ланка.

## Описание
Популацията на вида е стабилна.